# Mjuken
El monte Mjuken o Nuken es una colina de la isla de Stora Kalsøy en el municipio de Austevoll en la provincia de Hordaland, Noruega. Se asienta en una zona montañosa y rocosa y alcanza una altura de 57 m. La localidad de Bakkasund está al sur de la isla.